# بلجيكا في الألعاب الأولمبية الصيفية 2016
نافست بلجيكا في دورة الألعاب الأولمبية الصيفية 2016 في ريو دي جانيرو، البرازيل، من 05-21 أغسطس 2016. منذ بدايتها الرسمية في البلاد في عام 1900، ظهر الرياضيين البلجيكيين في كل دورة من دورات الألعاب الأولمبية الصيفية، باستثناء الألعاب الأولمبية الصيفية 1904 في سانت لويس فقد حضر قليل من المشاركين .